# 埃尔科莱·加莱加蒂

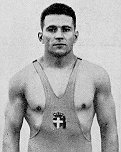
埃尔科莱·加莱加蒂

埃尔科莱·加莱加蒂（義大利語：Ercole Gallegati，1911年11月21日—1990年8月19日），意大利男子摔跤运动员。他曾代表意大利参加1932年、1936年、1948年和1952年夏季奥林匹克运动会摔跤比赛，获得两枚铜牌。